# Кућа у Ул. Ивана Вушовића 9
Кућа у Ул. Ивана Вушовића 9 је грађевина која је саграђена 1908. године. С обзиром да представља значајну историјску грађевину, проглашена је непокретним културним добром Републике Србије. Налази се у Сокобањи, под заштитом је Завода за заштиту споменика културе Ниш.

## Историја
Кућа у Ул. Ивана Вушовића 9 је објекат са двориштем породице Хаџипавловића. Саграђена је 1908. године о чему сведочи и натпис изведен у виду мозаика у калдрми испред прилазних степеника на улазу у зграду и припада грађанској стамбеној архитектури. Састоји се из подрума и приземља са просторијама око централног предсобља повезаног непосредно са улазом у зграду из дворишта. Улаз се састоји од пет степеника док је фасада подељена на поља пиластрима и прозорским отворима. Изнад прозорских отвора и улазне капије су надпрозорни венци са профилацијом у малтеру а непосредно око отвора, са стране, и уски прозорски пиластри који се завршавају са елементима у виду вертикалних декоративних конзола са акатусовим лишћем и волутама. У подножју отвора су парапетни венци. На завршецима главних фасадних пиластара у подножју кровног венца су присутни медаљони квадратног облика са рељефним фигурама у виду женских глава. У централни регистар је уписана 17. фебруара 1988. под бројем СК 764, а у регистар Завода за заштиту споменика културе Ниш 21. децембра 1987. под бројем СК 197.